# Nati Mistral
Natividad Macho Álvarez, más conocida por su nombre artístico Nati Mistral (Madrid, 13 de diciembre de 1928-ibidem, 20 de agosto de 2017) fue una actriz, cantante y recitadora española, estrechamente vinculada a Argentina y México.
Inició su carrera discográfica en 1944 y desde entonces interpretó y grabó coplas andaluzas, pasodobles, boleros, cuplés, zarzuelas, rancheras y valses criollos. Protagonizó las películas María Fernanda, la Jerezana (1947), Oro y marfil (1947), Currito de la Cruz (1949) y Cabaret (1953). En la escena sobresalió por su dicción exacta y claridad de pronunciación, lo que la llevó a dar recitales poéticos de autores clásicos.

## Vida y carrera
Nació en el madrileño barrio de Palacio en la calle del Águila. Pasó la infancia en Madrid, pues vivía su familia cerca de la Gran Vía, y en alguna entrevista televisada reconoció que le impactó ser testigo siendo pequeña de algunos asesinatos del Madrid republicano de la Guerra Civil, lo que la llevó a tener simpatía hacia el franquismo y ser conocida por su alineación derechista.
Cursó estudios de música, canto y declamación en el Real Conservatorio Superior de Música de Madrid.
En 1944, ganó un concurso de Radio Madrid cantando en portugués el fado «Roupa branca». Ese año grabó dicho tema y «Cançao Saloia» con el nombre de Natividad Macho en su primer disco sencillo para la discográfica Columbia. Poco después decidió cambiar su nombre artístico y eligió el apellido de la poetisa chilena Gabriela Mistral, de la que su madre era gran admiradora.
Debutó en el cine protagonizando María Fernanda, la Jerezana (1946), de Enrique Herreros, película a la que le siguieron Las inquietudes de Shanti Andía (1947), Oro y marfil (1947) y Currito de la Cruz (1949).
En sus comienzos, la joven Nati fue meritoria en el Teatro Español. Sin embargo, tuvo que salir de España poco después de sufrir un fuerte desengaño amoroso con el actor Tony Leblanc, para que los directores se fijaran en ella. Con la compañía Los Vieneses marchó a Alemania, actuando como cantante.
Fue el dramaturgo y director Luis Escobar quien le proporcionó su primer gran éxito teatral al contratarla en 1957 para la revista musical Te espero en el Eslava y un año después, su continuación Ven y ven al Eslava.
En 1958, grabó para la discográfica Montilla un álbum con las canciones de la película La violetera, entre ellas «Flor de té», «Bajo los puentes de París», «Mala entraña» y «Agua que no has de beber».
En Argentina, interpretó uno de los papeles principales de la película Mi Buenos Aires querido (1962).
Mistral y Escobar tuvieron nuevos éxitos con los musicales La Perrichola (1963) y La bella de Texas (1965), una fantasía basada en la zarzuela La corte de faraón de Perrín y Palacios y Lleó.
Es considerada la pionera de los grandes musicales en España: protagonizó la primera versión presentada en Madrid de El hombre de La Mancha, bajo dirección de José Osuna, en 1966.

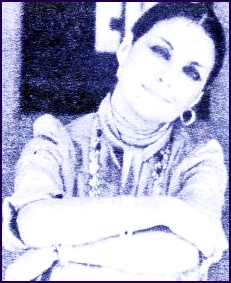
Nati Mistral.

En 1971, Mistral firmó un contrato con la compañía Discos Belter, donde grabó canciones hispanoamericanas como «Paisajes de Catamarca», «Tata Dios», «Guitarra, dímelo tú», «Yo vi llorar a Dios», «No soy de aquí», «Bien se ve», «El corralero», y «La balada para un loco». Grabó también una de las versiones más castizas de la zarzuela La Gran Vía.
En 1973, grabó una serie de álbumes para la compañía mexicana Discos Orfeón en las que interpretó canciones mexicanas y españolas y también algunos temas de los musicales más exitosos de su carrera.
En 1978, protagonizó, en el rol de «la Madre», Bodas de sangre de Juan José Castro en el Teatro Colón de la ciudad de Buenos Aires con dirección de Antonio Tauriello. En Buenos Aires fue empresaria de su propio teatro –el Avenida– junto al actor Alberto Closas. 
Triunfó como actriz dramática en las producciones de Divinas palabras, con la que se inauguró el Teatro Bellas Artes en 1961, Fortunata y Jacinta, 1969; Medea, 1970; Anillos para una dama, 1975; Isabel reina de corazones, 1983, La Chunga, 1987; Los padres terribles, 1995; Café cantante, 1997; La malquerida, 2000; La Celestina, 2001 y, más recientemente, La Dorotea, 2001; Inés desabrochada, 2004, La duda, 2006 y Tras las huellas de Bette Davis, 2007.
Falleció el 20 de agosto de 2017 en Madrid a los 88 años de edad, siendo cremada al día siguiente en El Escorial.

## Discografía

### Sencillos
- «Cançao Saloia» / «Roupa branca» (1944)
- «Mi barco velero» / «Oye mi Nuria» (1945)
- «Angelitos negros» / «Quizás, quizás, quizás» (1947)
- «Cuando me besas» / «Juntito al mar» (1950)
- «La flor del faro» / «Viejo tapiz» (1952)
- «Dos cruces» / «Monísima» (1952)
- «Chulona de Chamberí» / «Carmen Claveles» (1953)
- «Que pare la vida» / «Solamente cuatro días» (1953)
- «Las dos se llaman María» / «Filipina» (1965)
- «Gracia» / «No soy de aquí» (1971)
- «Los peces en el río» / «Zamba de la esperanza» (1972)
- «Paisajes de Catamarca» / «El corralero» (1972)
- «Balada para un loco» / «Por amor» (1973)

### Álbumes
| Año  | Título                                    | Discográfica | País      |
| ---- | ----------------------------------------- | ------------ | --------- |
| 1958 | La violetera                              | Montilla     | España    |
| 1969 | Nati Mistral                              | Columbia     | España    |
| 1970 | Nati Mistral con Los Gemelos              | Columbia     | España    |
| 1972 | Nati Mistral                              | Belter       | España    |
| 1972 | Nati Mistral (II)                         | Belter       | España    |
| 1973 | La maravillosa Nati Mistral               | Orfeón       | México    |
| 1973 | Nati de América                           | Orfeón       | México    |
| 1973 | Un abanico de arte                        | Orfeón       | México    |
| 1974 | Nuevos cantos y poemas                    | Music Hall   | Argentina |
| 1975 | Nati Mistral                              | Columbia     | España    |
| 1978 | Nati Mistral canta al amor y la esperanza | Columbia     | España    |
| 1984 | Nati Mistral                              | Orfeón       | México    |

### Álbumes recopilatorios
| Año  | Título                                                  | Discográfica | País   |
| ---- | ------------------------------------------------------- | ------------ | ------ |
| 1976 | La señorial Nati Mistral                                | Melody       | México |
| 1974 | No soy de aquí                                          | Olympo       | España |
| 1983 | 15 éxitos de... Nati Mistral                            | Orfeón       | México |
| 1986 | Antología                                               | Columbia     | España |
| 2011 | Canciones de España                                     | Orfeón       | México |
| 2011 | Nati Mistral, vol. 1: todas sus grabaciones (1944-1962) | Rama Lama    | España |

## Filmografía
| Año  | Título                          | Director              | País                  |
| ---- | ------------------------------- | --------------------- | --------------------- |
| 1946 | La mantilla de Beatriz          | Eduardo García Maroto | España                |
| 1947 | María Fernanda, la Jerezana     | Enrique Herreros      | España                |
| 1947 | Las inquietudes de Shanti Andía | Arturo Ruiz Castillo  | España                |
| 1947 | Oro y marfil                    | Gonzalo Delgrás       | España                |
| 1947 | La nao Capitana                 | Florián Rey           | España                |
| 1948 | La muralla feliz                | Enrique Herreros      | España                |
| 1949 | Currito de la Cruz              | Luis Lucia            | España                |
| 1951 | Servicio en la mar              | Luis Suárez de Lezo   | España                |
| 1953 | El tirano de Toledo             | Henri Decoin          | España/Francia/Italia |
| 1953 | Cabaret                         | Eduardo Manzanos      | España                |
| 1960 | Mi calle                        | Edgar Neville         | España                |
| 1962 | Mi Buenos Aires querido         | Francisco Mugica      | Argentina/España      |
| 1980 | Frutilla                        | Enrique Carreras      | Argentina             |

## Premios y distinciones
Entre los numerosos premios que recibió se encuentran:
- Lazo de dama de la Orden de Isabel la Católica
- Premio de la Asociación de Críticos de Nueva York en 1970
- Nacional de Teatro en 1997
- Premio Mayte en su categoría de Honor a su trayectoria artística en 2006
- Premio Ciudad de Alcalá de las Artes y las Letras en 2007
- Medalla de Oro de las Bellas Artes en 2007
- Premio Nacional de Teatro ''Pepe Isbert'' de la Asociación Nacional de Amigos de los Teatros de España (AMITE) en 2007